# Maria Luisa Villa Gutiérrez
Maria Luisa Villa Gutiérrez (* 14. Mai 1973) ist eine ehemalige spanische Fußballschiedsrichterassistentin.
Villa Gutiérrez war Schiedsrichterassistentin bei zwei Weltmeisterschaften (der Weltmeisterschaft 2007 in China und der Weltmeisterschaft 2011 in Deutschland), zwei Europameisterschaften (der Europameisterschaft 2009 in Finnland und der Europameisterschaft 2013 in Schweden) und drei olympischen Spielen (beim olympischen Fußballturnier 2004 in Griechenland, beim olympischen Fußballturnier 2008 in China und beim olympischen Fußballturnier 2012 im Vereinigten Königreich). Insgesamt leitete sie sechs WM-Spiele, davon fünf Spiele bei der WM 2007 (vier Spiele als Assistentin von Gyöngyi Gaál und ein Spiel als Assistentin von Adriana Correa) sowie ein Spiel bei der WM 2011 (als Assistentin von Dagmar Damková).